# GS美神 Gorgeous Songs
『GS美神 Gorgeous Songs』（ゴーストスイーパーみかみ ゴージャス・ソングス）は、テレビアニメ『GS美神』のベスト・アルバムである。2005年1月26日にキングレコードより発売された。1995年7月21日に本作との同名のアルバム（KICA-252）も発売されて、「おキヌの子守唄（この子の可愛さ）」未収録。
テレビアニメ・劇場版アニメの主題歌と、人気キャラクター5人のキャラクターソングにした楽曲を完全収録している。
ジャケットイラストには、原作者・椎名高志による描き下ろし。

## 曲目リスト
1. BELIEVE ME [4:00]
歌：小坂由美子
作詞：有森聡美、作曲：西岡治彦、編曲：岩本正樹
  - テレビアニメ『GS美神』エンディングテーマ
2. BEATS the BAND [4:46]
歌：奥井雅美
作詞：Mamie.D.Lee、作曲：池永慎、編曲：Vink
  - 劇場版アニメ『GS美神 極楽大作戦!!』挿入歌
3. 背中から I LOVE YOU [4:54]
歌：キヌ（CV:國府田マリ子）
作詞：泉スフレ、作曲：小西真理、編曲：光宗信吉
4. 少年ヨコシマ探検隊 [5:21]
歌：山本正之
作詞・作曲：山本正之、編曲：高田弘
5. IT'S DEAD EASY 〜 GHOST SWEEPER [3:42]
歌：三松亜美
作詞：Mamie D.Lee、作曲：大森俊之、編曲：岩本正樹
6. ダンスのD [4:17]
歌：小坂由美子
作詞：浅田有理、作曲：小坂由美子、編曲：古川竜也
7. Try my heaven [4:47]
歌：原田千栄
作詞：木本慶子、作曲：五島翔、編曲：PAROME
8. 幽体離脱でフライフライフライ [3:57]
歌：山本正之
作詞・作曲：山本正之、編曲：高田弘
9. My Jolly Days [5:38]
歌：奥井雅美
作詞：木本慶子、作曲：大平勉、編曲：Vink
  - 劇場版アニメ『GS美神 極楽大作戦!!』エンディングテーマ
10. BELIEVE ME 〜 YOU ARE MORE THAN GHOST [4:00]
歌：三松亜美
作詞：Mamie D.Lee、作曲：西岡治彦、編曲：岩本正樹
11. プライド [3:21]
歌：小竜姫（CV:山崎和佳奈）
作詞：中沢ふみえ、作曲：西沢明、編曲：長内悟
12. 仲良し式神たち [4:00]
歌：六道冥子（CV:西原久美子）
作詞：彩木沓、作曲：オダクラ・アキラ、編曲：長内悟
13. 呪いのクイーン [4:28]
歌：小笠原エミ（CV:富沢美智恵）
作詞：彩木沓、作曲：りゅうてつし、編曲：オダクラ・アキラ
14. 悲しいギャップはDESTINY [4:02]
歌：キヌ（CV:國府田マリ子）
作詞：泉スフレ、作曲：りゅうてつし、編曲：長内悟
15. 地上最強のGS [3:45]
歌：美神令子（CV:鶴ひろみ）
作詞：彩木沓、作曲：名古屋司、編曲：オダクラ・アキラ
16. GHOST SWEEPER [3:43]
歌：原田千栄
作詞：有森聡美、作曲：大森俊之、編曲：岩本正樹
  - テレビアニメ『GS美神』オープニングテーマ
17. SINGLE FAKE [4:32]
歌：松村香澄
作詞：有森聡美、作曲・編曲：五島翔
18. おキヌの子守唄（この子の可愛さ） [4:32]
歌：キヌ（CV:國府田マリ子）
民間伝承歌、作曲：佐橋俊彦、編曲：手塚理